# Zanghilan
Zanghilan (Zəngilan) este un oraș din Azerbaidjan. Din noiembrie 1993 este sub ocupația Armeniei.